# Матвеева, Лариса Витальевна
Лариса Витальевна Матвеева (9 мая 1969, Николаев, Украинская ССР) — украинская русскоязычная поэтесса, новелистка, драматург и переводчик. Член Национального союза писателей Украины с 1998 года.

## Биография
В 1992 году окончила факультет истории и права Николаевского государственного педагогического института (ныне— Николаевский национальный университет имени В. О. Сухомлинского) С 1993 года работает в Николаевском судостроительном заводе ГК «Укроборонпром» в отделе компьютеризации и информационных систем управления, с 2007 года — заместитель начальника отдела.
Пишет стихи с юности. Занималась в литературной студии «Борвий» при Николаевском областном доме художественного творчества, которым руководил Дмитрий Кремень. Первая публикация вышла в Николаевской областной молодёжной газете «Ленинское племя» в 1990 году. Пишет на русском языке. Прекрасно владеет поэтическими формами. В 1994 году вышла первая книга стихов «Мотив судьбы». В 1995 году стала дипломатом конкурса молодых литераторов «Золотая арфа». Ларисе Матвеевой под силу также различные литературные жанры: поэзия, проза, эссе, перевод, драматическая поэма, тексты песен. Украинскими композиторами написано более тридцати песен на её стихи.
Является членом редакционного совета международного Интернет-журнала «Николаев литературный».
В творческом активе большое количество публикаций в местной и республиканской прессе. За весомый вклад в духовное и культурное развитие Николаевщины и украинской культуры и литературы отмечена многими наградами.
«Пожалуй, нет диагноза вернее

В анналах медицинской чепухи:

Чем хуже сердцу, чем душе больнее,

Тем лучше получаются стихи!»
(Лариса Матвеева, из сборника"Душа")

## Книги
Поэзия:
- «Мотив судьбы» (Николаев: «Юпитер», 1994)[4]
- «Осколки» (Одесса: «Тира», 1996)[5]
- «Полнолуние» (Киев: «Радуга», 2000)[6]
- «Душа» (Николаев, ЧП «Гудым», 2016)[7]
- «Мозаика стихов» (Николаев, «ФЛП Швец В. М.», 2018)[8]
- «Пусть Николай Святой его хранит» (Николаев, «ФЛП Швец В. М.», 2020)[9]

Пьесы:
- «Светлейший» — драматическая поэма (Николаев: «ОАСУП», 1996)[10]

Повести:
- «Непозволительная роскошь» (Николаев: ЧП «Волошин»; 2002)[11]

## Переводы
Лариса Матвеева перевела на русский язык произведения таких авторов, как:
- Валерий Бойченко
- Владимир Сосюра
- Светлана Ищенко
- Омар Хайям

## Награды
- Диплом конкурса молодых литераторов «Золотая арфа» (1995)
- Диплом 3-го фестиваля народного творчества «Дружба» за текст гимна Совета национальных общин и вклад в развитие и укрепление дружбы народов (1997)
- Диплом 5-го фестиваля современной эстрадной песни «Обрий» за тексти песен и творческую работу с детьми и молодёжью (2001)
- Грамота управления культуры Николаевской обладминистрации за вклад в развитие национальной литературы (2004)
- Благодарность мэра Киева за вклад в развитие украинской культуры (2004)
- Грамота Николаевской областной рады «За весомый вклад в духовное и культурное развитие Николаевщины» (2014)